# Belle (film, 1973)
Pour les articles homonymes, voir Belle.
Pour plus de détails, voir Fiche technique et Distribution.
Belle est un film franco-belge de 1973 réalisé par André Delvaux.

## Synopsis
L’action se déroule dans les Hautes Fagnes et à Spa (Belgique). Dans une vieille masure abandonnée, perdue en pleine nature, Mathieu Grégoire, écrivain, rencontre une jeune étrangère dont il ne comprend pas la langue. Il la nomme « Belle », il s’en éprend. Sa vie familiale et publique s’en trouve bouleversée.

### Premières minutes
Après avoir prononcé un discours lors de la réunion d'une société de poésie, Mathieu Grégoire, un archiviste heureux en ménage, emprunte une route paysagère dans la forêt des Hautes Fagnes (Belgique), par une nuit impénétrable. Au plus profond de la forêt, il heurte un chien de grande taille avec sa Volvo Amazone, mais découvre qu'il ne l'a pas tué. Il revient le lendemain avec un fusil de chasse, mais ne peut pas trouver l'animal. Il entend un gémissement dans la forêt et découvre que le chien est vivant, mais blessé à mort. Il suit à distance le pauvre chien jusqu'à une ferme en ruine. Là, il rencontre une jeune femme très belle mais étrangement muette qui est supposée être la propriétaire du chien. Pour la rassurer, Mathieu pose son fusil de chasse de côté et la suit autour de la ferme. Au moment où il se rend compte qu'elle a fait marche arrière, il entend un coup de fusil de l'autre côté de la maison. Il revient en toute hâte pour trouver la femme debout sur le chien qu'elle vient de tuer par pitié. Sanglotant, elle jette le fusil à Mathieu et se précipite à l'intérieur. Mathieu retourne à pied dans sa Volvo et retourne chez lui...

## Fiche technique
- Titre original : Belle
- Réalisation : André Delvaux
- Scénario : André Delvauxet Monique Rysselinck
- Production : Jean-Claude Batz et Albina du Boisrouvray
- Musique originale : Frédéric Devreese
- Photographie : Ghislain Cloquet et Charles Van Damme
- Montage : Emmanuelle Dupuis et Pierre Joassin
- Son : Antoine Bonfanti et Auguste Galli
- Durée : 96 minutes (1h36)
- Pays de production :  Belgique |  France
- Date de sortie : 1973

## Distribution
- Jean-Luc Bideau : Mathieu Grégoire
- Danièle Delorme : Jeanne
- Adriana Bogdan : Belle
- Roger Coggio : Victor
- René Hainaux : Député
- Stéphane Excoffier : Marie
- John Dobrynine : John
- Valerio Popesco : Stranger
- François Beukelaers : False Stranger
- André Blavier : Vincent